# Hjælpelinje
Hjælpelinjer (eller bi-linjer) er ekstra linjer, der tilføjes udenfor nodelinjerne i et nodesystem, hvis man skal skrive noder, der ligger højere eller lavere end systemets fem linjer.
| - Hjælpelinjer under og over nodesystemet - Eksempel 1: hjælpelinjer brugt til dybe toner - Eksempel 2: hjælpelinjer brugt til høje toner |